# Stavros Kostopoulos
Stavros Kostopoulos (en griego: Σταύρος Κωστόπουλος; 14 de septiembre de 1900 - 23 de junio de 1968) fue un abogado, banquero y político griego que ocupó múltiples cargos ministeriales y posiciones en el sector bancario de Grecia durante el siglo XX. 
Primeros años y formaciónStavros Kostopoulos nació en Kalamata, Grecia, en 1900, hijo de Ioannis Kostopoulos, un banquero destacado. Asistió al Primer Gimnasio en Kalamata y completó estudios en Derecho en la Universidad de Atenas, obteniendo luego un doctorado en Ciencias Políticas en la Universidad de París. 

## Carrera en banca
Kostopoulos se unió al sector bancario, y entre 1937 y 1951 fue miembro de la junta del Banco de Crédito Comercial, del cual asumió la presidencia entre 1951 y 1953. Durante este período también lideró el Banco Nacional de Grecia hasta que fue reemplazado en 1953 debido a su oposición a una fusión bancaria propuesta 

## Carrera política
Se afilió al Partido Liberal en 1928, obteniendo su primer escaño en el Parlamento como representante de Mesenia. Durante su carrera fue reelegido en varias ocasiones, sumando un total de once períodos parlamentarios. Los cargos que desempeñó incluyen:
- Ministro de Economía en 1932 y 1947
- Ministro de Suministros en 1948.
- Ministro de Coordinación, Ministro de Comercio y Ministro de Finanzas de la Flota en 1950.
- Ministro del Interior en 1963.
- Ministro de Defensa entre 1965 y 1966.
- Ministro de Asuntos Exteriores entre 1964 y 1965 en el gobierno de Georgios Papandreou

## Unión de Centro y últimos años
En 1961, fue cofundador de la Unión de Centro (Ένωση Κέντρου), una coalición de partidos de oposición liderada por Georgios Papandreou. En las elecciones de 1961 y 1963, se presentó como candidato de esta coalición. Durante la crisis de la "Apostasia" de 1965, rompió con la Unión de Centro y asumió el cargo de Ministro de Defensa en el gobierno de Georgios Athanasiadis-Novas, acercándose al político Sofoklis Venizelos. 

## Fallecimiento
Stavros Kostopoulos falleció el 23 de junio de 1968 en Atenas, Grecia.